# 克萊 (密西西比州)
克萊（英語：Clay）是位於美國密西西比州伊塔萬巴縣的非建制地區。

## 地理
克萊所處的海拔為高於海平面141米（即463英呎），而該地所採用的時區為UTC-6，即北美中部時區（CST）。同時該地設有夏令時間，為UTC-6調快一小時，即UTC-5（CDT）。